# Tintinnabularia mortonii
Tintinnabularia mortonii är en oleanderväxtart som beskrevs av R. E. Woodson. Tintinnabularia mortonii ingår i släktet Tintinnabularia och familjen oleanderväxter. Inga underarter finns listade i Catalogue of Life.